# Barrett Deems

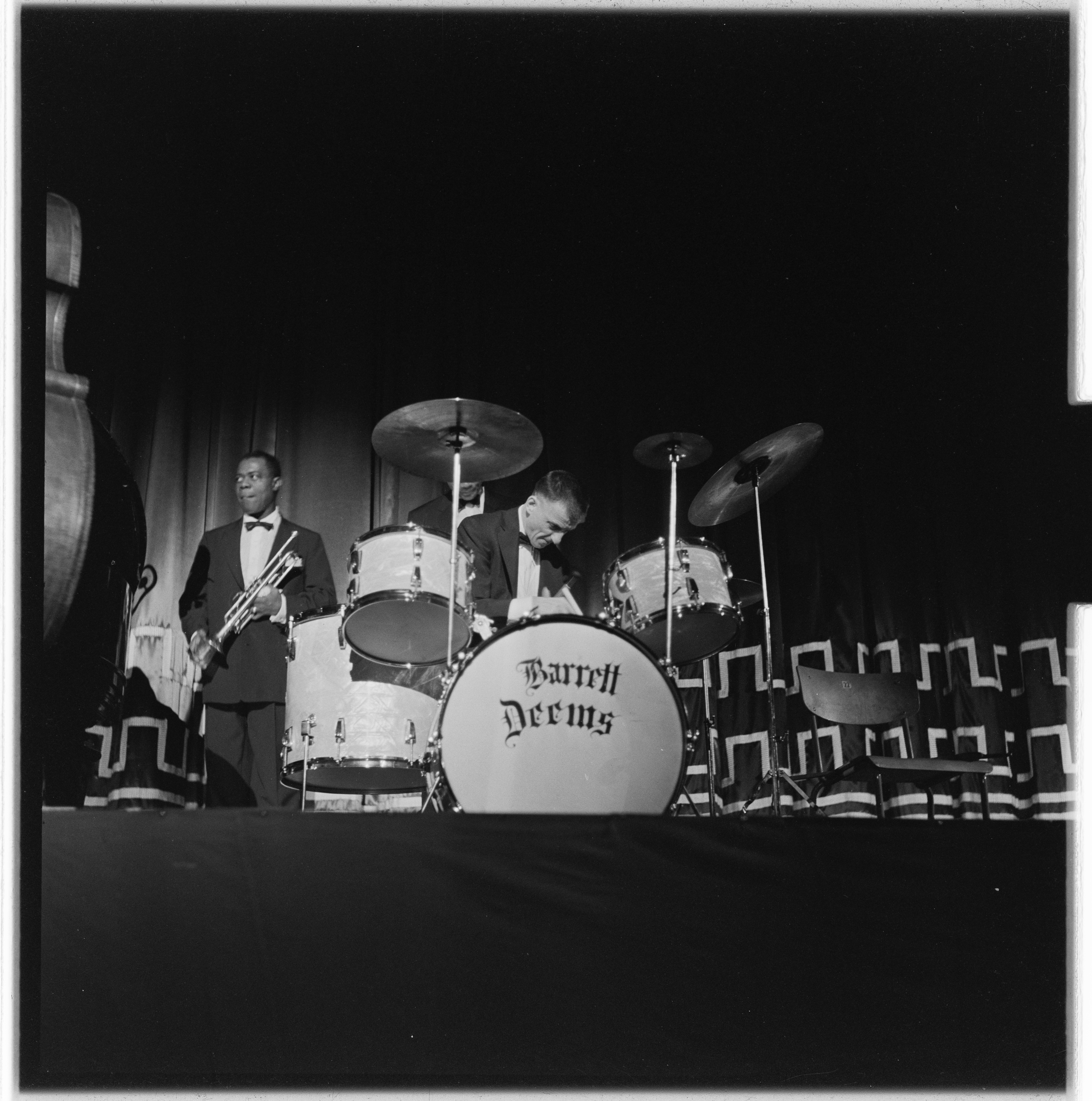
Barrett Deems (1955)

Barrett B. Deems (* 1. März 1914 in Springfield (Illinois); † 15. September 1998 in Chicago) war ein US-amerikanischer Jazz-Schlagzeuger und Bandleader, der Mitglied der Louis-Armstrong-All-Stars war und als „der schnellste Trommler der Welt“ galt.

## Leben und Wirken
Deems begann seine Karriere Ende der 1920er Jahre bei Paul Ash; er leitete im Raum Chicago eigene Formationen, bevor er 1937 zu Joe Venuti ging, bei dem er sieben Jahre spielte. Er arbeitete danach bei Jimmy Dorsey (1945), Red Norvo (1948), Charlie Barnet, Muggsy Spanier (1951–54), Bill Harris (1952) und den All-Stars bzw. dem Orchester von Louis Armstrong (1954–58). Bei Armstrong wirkte er bei dessen Alben Satch Plays Fats und Louis Armstrong Plays W.C. Handy mit ebenso wie bei dessen Aufnahme von Mack the Knife und dem Filmauftritt in High Society (1956). 1959/1960 leitete er eine eigene Band, die im Chicago's Brass Rail Club auftrat. Er nahm auch mit Art Hodes auf und gehörte von 1960 bis 1964 zur Band von Jack Teagarden (1960–64). In den nächsten Jahren spielte er bei den Dukes of Dixieland. Nach Armstrongs Tod  tourte mit verschiedenen Tribut-Bands, wie der von John Evers (Salute to Satchmo). Auch arbeitete er mit Joe Kelly's Gaslight Band.
Deems war Anfang der 1970er Jahre in The World’s Greatest Jazz Band tätig.
1976 ging er mit dem Benny-Goodman-Sextett auf eine Osteuropa-Tournee, anschließend mit Wild Bill Davison durch Südamerika. 1983 nahm er mit Bud Freeman auf, 1988 mit Art Hodes (Pagin’ Mr Jelly). In seinen späteren Jahren leitete er in Chicago eine Bigband, mit der er 1987 das Album Deemus für Delmark Records einspielte; zu den Solisten gehörte der Klarinettist Chuck Hedges. Noch kurz vor seinem Tod 1998 infolge einer Lungenentzündung arbeitete er mit einer achtzehnköpfigen Big Band nach dem Vorbild von Buddy Rich.
Deems veröffentlichte auch ein Lehrbuch für Schlagzeuger.

## Diskographische Hinweise
- Deemus (Delmark, 1978)
- How D'You Like It So Far? (Delmark, 1994)
- Groovin' Hard (Lydia, 1998)

## Lexigraphische Einträge
- Carlo Bohländer Karl Heinz Holler: Reclams Jazzführer (= Reclams. Universal-Bibliothek. Bd. 10185/10196, ZDB-ID 134899-1). Reclam, Stuttgart 1970.
- Ian Carr, Digby Fairweather, Brian Priestley: Jazz. The Rough Guide. The Rough Guides, London 1995, ISBN 1-85828-137-7, S. 165.
- Leonard Feather, Ira Gitler: The Biographical Encyclopedia of Jazz. Oxford University Press, Oxford u. a. 1999, ISBN 0-19-507418-1.